# Stanisław Kazimierz Dąmbski
Stanisław Kazimierz Dąmbski (lub Dąbski) herbu Godziemba (ur. ok. 1638, zm. 15 grudnia 1700 w Krakowie) – biskup krakowski, kujawski, płocki, łucki i chełmski.

## Życiorys
Syn Adama (zm. 1660), kasztelana słońskiego i Elżbiety Jemielskiej, córki Stanisława, kasztelana kowalskiego. Brat Zygmunta (zm. 1704), wojewody brzeskokujawskiego i Ludwika (zm. 1678), kasztelana konarskiego kujawskiego.
Absolwent Akademii Krakowskiej, sekretarz Michała Korybuta Wiśniowieckiego. W 1672 roku był deputatem duchownym na Trybunał Główny Koronny.  Od 1673 biskup chełmski, w 1676 roku mianowany biskupem łuckim, w 1682 roku jest już biskupem płockim, w 1692 roku przeniesiony raz jeszcze tym razem na biskupstwo kujawskie. Wzniósł katedrę w Łucku oraz Pałac Dąmbskich w Toruniu.
Bardzo aktywnie uczestniczy w życiu politycznym kraju. W 1674 roku popiera hetmana Jana Sobieskiego w staraniach o koronę polską stając się jednym z przywódców stronnictwa antyfrancuskiego. Podpisał jego pacta conventa w 1674 roku. Po śmierci Jana III opowiada się za kandydaturą jego syna Jakuba Sobieskiego jako króla polskiego. Po zerwanym sejmie konwokacyjnym 1696 roku przystąpił 28 września 1696 roku do konfederacji generalnej. Ostatecznie stanął po stronie Augusta II Mocnego, którego był elektorem z województwa poznańskiego i którego pacta conventa podpisał. Mimo iż August II nie uzyskał większości głosów Dąbski jako zastępca prymasa Polski zdecydował się dokonać jego koronacji na króla polskiego w katedrze na Wawelu 27 października 1697 roku, zyskując mało chwalebne miano rajfura korony polskiej.
Niejako w nagrodę August II mianował go biskupem krakowskim 30 marca 1700. Biskupstwa tego jednak nie objął, gdyż zmarł nagle w trakcie przygotowań do ingresu w klasztorze jezuitów w Krakowie. Został pochowany w kościele pw. św. św. Piotra i Pawła w Krakowie.
Wyjątkową hojnością potrafił zjednać sobie ludzi, dla katedry wawelskiej ufundował wspaniałą zachowaną do dziś monstrancję wysadzaną szlachetnymi kamieniami.